# راتان تاتا
راتان نافال تاتا (28 ديسمبر 1937 - 9 أكتوبر 2024)، هو رجل أعمال هندي، ورئيس مجلس إدارة مجموعة تاتا من عام 1990 إلى عام 2012. وهو أسطورة الصناعات الأيقونية الوطنية الهندية. تخرج راتان من جامعة كورنيل العريقة حاملًا درجة البكالوريوس في العمارة.

## الحياة الشخصية والوفاة
لم يتزوج ولم ينجب. في عام 2011، صرّح راتان تاتا قائلاً: «اقتربت من الزواج أربع مرات وفي كل مرة تراجعت بسبب الخوف أو لسبب آخر.»
كان في حالة حرجة وتحت الرعاية المركزة في مستشفى بمومباي. وصرّح تاتا في 7 أكتوبر 2024 أنه يجري فحوصات طبية روتينية بسبب عمره والأمراض المرتبطة به.
توفي تاتا في مستشفى بريتش كاندي في 9 أكتوبر 2024 في مومباي عن عمر ناهز السادسة والثمانين.

## روابط خارجية
- راتان تاتا على موقع IMDb (الإنجليزية)
- راتان تاتا على موقع الموسوعة البريطانية (الإنجليزية)
- راتان تاتا على موقع مونزينجر (الألمانية)
- راتان تاتا على موقع إن إن دي بي (الإنجليزية)